# Juana Antida Thouret
Juana Antida Thouret (17 de noviembre de 1765, Sancey-le-Long, Besançon, Francia - 24 de agosto de 1826, Nápoles, Italia). Monja francesa vicentina, fundadora de otra orden de religiosas con 4,000 miembros, 5 continentes y 27 países del mundo, con centro en vida comunitaria, el misterio pascual, la Eucaristía. Fue canonizada por Pio XI. La Iglesia católica conmemora su festividad el 24 de agosto. 

## Vida
Fue la quinta hija de una familia de campesinos. A los 16 años, se hizo responsable del hogar pues quedó huérfana de madre. Su padre enfermó por lo que se tuvo que hacer cargo de él y del campo por 6 años. A pesar de la oposición de su padre, a los 22 años y con una fuerte vocación religiosa, ingresó al convento de las Hermanas de la Caridad de San Vicente de Paúl (Vicentinas) en París Francia. En período de novicia enfermó gravemente. Al estallar Revolución Francesa, las religiosas y sus actividades e instalaciones sufrieron de persecución religiosa y dispersión, por lo que regresó a pie a su casa natal en 1796 y se encontró que su hermano se hizo revolucionario y su padre había fallecido por lo que se fue con su madrastra para luego abrir una escuela para niñas pobres en 1797 que atendía en las mañanas, que al mismo tiempo continuó al cuidado de los enfermos en las tardes y noches así como a los necesitados de la parroquia y albergue a los sacerdotes perseguidos, apoyándolos para que dieran misas clandestinas en diferentes hogares, siendo denunciada pero no apresada.
En 1798 se fue a Suiza donde vivió con las Hermanas del Retiro Cristiano, organización fundada en Friburgo, Alemania por el Abad Antoine-Sylvestre Receveur que también estaba ahí exiliado, al cual acompañó en el cuidado de enfermos y recuperación de las jóvenes. Estuvo en la casa matriz en Alemania, pero volvió a pie y su pasaporte por lugares desconocidos a Neufelnitel Suiza, donde conoció al padre Chaffoy vicario en Besançon quien lo invitó a volver a su región natal. Juana se resistía, pero al fin accedió. El 11 de abril de 1799 inauguraron la escuela en Besancon. Otras cuatro jóvenes se unieron a ella, y la escuela se trasladó a un lugar más amplio, al cual le agregaron un dispensario y comedor gratuito.
Ya en 1800 otras 8 hermanas se unieron a la causa siendo motivo para iniciar el noviciado y éste círculo de 12 miembros fue los inicios de la nueva Congregación: las Hijas de la Caridad que luego llevará el nombre de la fundadora y que en 1819 obtuvieron la aprobación de Pío VII. Fue criticada por robar el nombre y se levantó contra ella una campaña contra ella de hostilidad que, durante algún tiempo, obstaculizó el progreso de la congregación. En 1802, se hicieron cargo del refugio para mujeres huérfanas, desamparadas, criminales y enfermas mentales de Belleveaux. En 1807, el arzobispo de Besançon, Mons. Le Coz, aprobó oficialmente la Regla de Vida de la congregación de las hermanas de la caridad de Bensancon. En 1810, las Hermanas de Besançon tenían ya casas en Suiza y Saboya. 
En 1810, Joaquín Murat, rey de Nápoles, cedió a santa Juana el convento de Regina Coeli para que administrase uno de los hospitales de la ciudad para donde la santa se trasladó con siete religiosas para la atención de niños pequeños, hospital de incurables y ahí permaneció hasta 1821, ocupada en organizar la educación de las niñas, el cuidado de los enfermos y la situación económica de la comunidad. Una de las cosas que hizo, fue conseguir que se rescindiesen las leyes que dejaban a las religiosas a merced de las autoridades civiles y prohibían que las comunidades establecidas en Nápoles dependieran de una madre general extranjera. "Soy una hija de la Iglesia, y conmigo, séanlo también ustedes." Sus hermanas en vez de regocijarse y aprovechar la nueva estabilidad que confería a la congregación la aprobación pontificia, las religiosas se dividieron.Pío VII aprobó el instituto religioso de las Hermanas de la Caridad en 1818. 
La concesión del Papa a la congregación, será el comienzo de un verdadero calvario para Juana. El obispo de Besançon, a pesar del reconocimiento pontificio, en modo muy autoritario negó a la congregación el permiso de extenderse y le impuso que siguiera siendo un Instituto reconocido solo en el ámbito diocesano. Juana fue destituida y en su lugar fue elegida una nueva superiora que ocupó su lugar en Besançon y fue obligada a no recibir en casa a Juana a su regreso de Roma. Juana decidió retirarse, se fue a Nápoles 1823 y puso en las manos de la providencia que la condujo a Nápoles donde pudo dirigir un gran hospital con algunas hermanas que permanecieron fieles. Les confió su programa: la gloria de Dios y la santificación de los miembros de la Congregación mediante obras de misericordia y fidelidad heroica a la Sede Apostólica, tanto que se ganó el apodo de "Hija de Pedro" o "Filia Petri".
Juana murió en 1826 sin haber visto la reunificación de las dos ramas del instituto que había fundado; reconciliación que sólo se produciría más de un siglo después, en 1954.